# World Dog Show
Il World Dog Show è un'esposizione cinofila, riconosciuta dalla FCI, organizzata ogni anno in un paese diverso. La caratteristica che differenzia questa manifestazione da altre esposizioni internazionali, è quella che ai vincitori per ogni razza dei titoli BOB (Best of Breed, migliore soggetto di razza), BOS (Best of Opposite Sex, migliore soggetto di sesso opposto al BOB), e Miglior Giovane, si attribuisce il titolo di Campione del Mondo.
In realtà il titolo ha un valore relativo, poiché non sono richiesti titoli precedenti, né particolari risultati in mostre e raduni speciali. In teoria, un soggetto che si presenti come unico rappresentante di una razza poco diffusa, anche se alla sua prima partecipazione ad una gara cinofila, se rientra in modo soddisfacente nello standard di razza, può ottenere il titolo di Campione del Mondo.
Come in ogni esposizione cinofila, tra i vincitori del titolo BOB (Migliore di Razza) si disputa il Best in Show, (BIS, migliore della manifestazione), una gara spettacolare per il pubblico ed un titolo prestigioso ed ambito ma di scarso valore cinotecnico, in quanto attribuito appunto nel confronto tra soggetti di razze diverse. Il valore cinotecnico di un titolo è tale se mette in evidenza la corrispondenza di un soggetto con lo standard di razza, ed il suo stato di forma e salute, ai fini del suo potenziale contributo al miglioramento della razza; il titolo vinto (ad esempio) da un alano nei confronti di un chihuahua non ne accresce certo il valore come riproduttore per la sua razza.
I vincitori del BIS delle ultime edizioni:
- Danimarca, 2010 - Smash Jp Talk About, Barbone toy
- Slovacchia, 2009 - Northgate's As You Like It, Cane dei Faraoni
- Svezia, 2008 - Efbe's Hidalgo at Goodspice, Sealyham terrier
- Messico, 2007 - Stagedoor Rock, Setter Inglese
- Polonia, 2006 - Axel del Monte Alago, Bracco italiano